# 1990 UU1
1990 UU1 är en asteroid i huvudbältet som upptäcktes den 20 oktober 1990 av den australiensiske astronomen Robert H. McNaught vid Siding Spring-observatoriet.
Asteroiden har en diameter på ungefär 3 kilometer och den tillhör asteroidgruppen Eunomia.